# Ghugus
Ghugus là một thị trấn thống kê (census town) của quận Chandrapur thuộc bang Maharashtra, Ấn Độ.

## Địa lý
Ghugus có vị trí 19°56′B 79°08′Đ / 19,93°B 79,13°Đ Nó có độ cao trung bình là 189 mét (620 feet).

## Nhân khẩu
Theo điều tra dân số năm 2001 của Ấn Độ, Ghugus có dân số 29.921 người. Phái nam chiếm 52% tổng số dân và phái nữ chiếm 48%. Ghugus có tỷ lệ 73% biết đọc biết viết, cao hơn tỷ lệ trung bình toàn quốc là 59,5%: tỷ lệ cho phái nam là 79%, và tỷ lệ cho phái nữ là 67%. Tại Ghugus, 13% dân số nhỏ hơn 6 tuổi.